# Zeuneria longicercus
Zeuneria longicercus är en insektsart som beskrevs av Sjöstedt 1929. Zeuneria longicercus ingår i släktet Zeuneria och familjen vårtbitare. Inga underarter finns listade i Catalogue of Life.